# Tricholosporum
Tricholosporum is een geslacht in de orde Agaricales. De familie is nog niet zeker (Incertae sedis). De typesoort is Tricholoma goniospermum.

## Soorten
Volgens Index Fungorum telt het geslacht 16 soorten (peildatum januari 2023):
| Soortnaam                         | Auteur(s)                                                 | Publicatiejaar |
| --------------------------------- | --------------------------------------------------------- | -------------- |
| Tricholosporum atroviolaceum      | (Murrill) T.J. Baroni                                     | 1982           |
| Tricholosporum caraibicum         | Angelini, Contu & Vizzini                                 | 2014           |
| Tricholosporum cossonianum        | (Maire) P.-A. Moreau & Contu                              | 2007           |
| Tricholosporum goniospermum       | (Bres.) Guzmán ex T.J. Baroni                             | 1982           |
| Tricholosporum guangxiense        | T. Bau & G.F. Mou                                         | 2021           |
| Tricholosporum haitangshanum      | Yu Li & J.Z. Xu                                           | 2018           |
| Tricholosporum laeteviolaceum     | D.A. Reid, Eicker, Clémençon & Cec. Roux                  | 1998           |
| Tricholosporum longicystidiosum   | Guzmán, Montoya & Bandala                                 | 1990           |
| Tricholosporum palmense           | J. Fernández, P. Iglesias, Arauzo, F. Hidalgo & Oyarzabal | 2010           |
| Tricholosporum porphyrophyllum    | (S. Imai) Guzmán ex T.J. Baroni                           | 1982           |
| Tricholosporum pseudosordidum     | (Singer) T.J. Baroni                                      | 1982           |
| Tricholosporum subgoniospermum    | Bohus, Vasas & Locsmándi                                  | 1999           |
| Tricholosporum subporphyrophyllum | Guzmán                                                    | 1975           |
| Tricholosporum tetragonosporum    | (Maire) Contu & Mua                                       | 2000           |
| Tricholosporum tropicale          | Guzmán, Bandala & Montoya                                 | 1994           |
| Tricholosporum violaceum          | Halling & Franco-Mol.                                     | 1996           |